# 国光かよこ
国光 かよこ（くにみつ かよこ、1973年12月15日 - ）は、広島県安芸郡海田町出身の広島のローカルタレント、ラジオパーソナリティー。

## 人物
- 海田中学校に通い吹奏楽部に所属し中国大会出場したことがある[2]。
- 広島県を拠点に活動している。
- 身長：159cm、星座：射手座、血液型：A型[3]
- 趣味はドライブ、ゴルフ、オペラ、温泉、食べ歩き。
- 1996年に大学卒業後、同年10月から1998年9月まで広島ホームテレビのホームシスターズとして活動。その後、タレント・フリーアナウンサー・司会業などで活動。
- 専属ネイリストは呉市在住の隠れ家ネイルサロンのMIMOさん。

## 現在の出演番組
2025年1月現在
- コープのおいしめし（広島テレビ）

## 過去の出演番組
テレビ
- 西田篤史のテレビランド（広島ホームテレビ）
- 情報チャージ 知りため!（TSSテレビ新広島）毎週土曜日9:55-11:25 メインアナウンサー
- ライフノート（広島テレビ）
- 夜型人間（TSSテレビ新広島） 不定期出演
- 第23回広島県スポーツ振興チャリティゴルフ大会（2019年1月6日、TSSテレビ新広島）リポーター
- 第24回広島県スポーツ振興チャリティゴルフ大会（2020年1月5日、TSSテレビ新広島）リポーター
- ひろしま満点ママ!!（2000年4月 - 2024年3月、TSSテレビ新広島）番組放送開始第1回から出演していた。
  - 情報スパイス（2000年）
  - 月曜レギュラー「Mottoぶらナビ」リポーターを経て、火曜レギュラーリポーターを13年務め、2015年から金曜レギュラー[4]。
  - 火曜レギュラー　コーナー「スマートライフラボ」 浅田真由と共に出演
  - 金曜レギュラー コーナー「やまとなでしこ旅日和。」
  - 月曜レギュラー コーナー「ぶち旨グルメ」
- 満点ママ!!プラス（TSSテレビ新広島）

ラジオ
- モダン倶楽部（2004年 - 2008年、広島エフエム）毎週火曜17:00-19:00　メイン
- まちかど探訪 ぐるっと広島（2009年9月18日 - 2009年12月11日、広島エフエム）毎週金曜11:30-　ナビゲーター[5]
- WEST WAVE（FMちゅーピー） 火曜レギュラー
- MY PRECIOUS ENERGY（2014年4月 - 9月、広島FM）毎週日曜8:00～8:55　パーソナリティ[6]

## CM
- NOSCO(ノスコ)ライフネットサービス（2019年）